# جون هاموند (عالم أرصاد)
جون هاموند (بالإنجليزية: John Hammond)‏ هو عالم أرصاد بريطاني، ولد في 9 أبريل 1966 في Bosham ‏ في المملكة المتحدة.

## وصلات خارجية
- جون هاموند على موقع IMDb (الإنجليزية)